# Clara Walbröhl
Clara Walbröhl (* 26. April 1898 in Bonn; † 6. April 1985 in Stuttgart) war eine deutsche Schauspielerin und Hörspielsprecherin.

## Leben und Wirken
Nach ihrer Ausbildung zur Schauspielerin bei Melitta Leithner in Köln begann die Bühnenkarriere von Clara Walbröhl 1921 in Gelsenkirchen. In der Folge wirkte sie in Köln und von 1935 bis 1939 in Elbing (Westpreußen). Anschließend wechselte sie an das Schauspielhaus in Königsberg. Nach ihrer Flucht aus Ostpreußen 1945 hatte sie Engagements in Osnabrück und am Nationaltheater Mannheim, zu dessen Ensemble sie bis 1976 gehörte. Clara Walbröhl war ab 1948 an über 140 Hörspielproduktionen deutscher Rundfunkanstalten beteiligt und wirkte seit 1963 in verschiedenen Fernsehfilmen und Fernsehserien mit.

## Filmografie (Auswahl)
- 1963: ... und heute ins Theater: Die Dame ist nicht fürs Feuer (Fernsehfilm)
- 1967: Wie verbringe ich meinen Sonntag? (Fernsehfilm)
- 1970: Mord im Pfarrhaus (Fernsehfilm)
- 1971–1973: Unser Dorf (Fernsehserie)
- 1972: Ein Chirurg erinnert sich (Fernsehserie, 5 Folgen)
- 1973: Entziehung – Ein Tagebuch (Fernsehfilm)
- 1974: Die Bettelprinzess  (Fernsehfilm)
- 1974: Autoverleih Pistulla (Fernsehserie, 1 Folge)
- 1977: Gaslicht (Fernsehfilm)
- 1982: Die Murmel (Fernsehfilm)
- 1982: Tränen im Kakao (Fernsehfilm)
- 1983: Der Tunnel (Fernsehfilm)
- 1984: Reserl am Hofe

## Hörspiele (Auswahl)
- 1948: Helmut Käutner: In jenen Tagen – Regie: Gert Westphal
- 1948: Gerhart Hauptmann: Winterballade – Regie: Inge Möller
- 1951: Friedrich Forster: Robinson soll nicht sterben – Regie: Walter Knaus
- 1953: Terence Rattigan: Der Fall Winslow – Regie: Ludwig Cremer
- 1959: Dieter Wellershoff: Die Bittgänger – Regie: Walter Knaus
- 1962: Jean-Paul Sartre: Die Fliegen – Regie: Walter Knaus
- 1969: Hermann Ebeling: Der Konzern – Regie: Andreas Weber-Schäfer
- 1969–1971: Gisela Prugel: Hier Familie Hansen (etwa 75 Folgen) – Regie: Lothar Schluck
- 1970: David Lytton: Unterwegs nach Karendu – Regie: Fritz Schröder-Jahn
- 1974: Karl Otto Mühl: Rheinpromenade – Regie: Otto Düben
- 1976: Wim Ramaker: Auf totem Gleis – Regie: Dieter Carls
- 1977: Henry Slesar: Die Stimme des Gewissens – Regie: Dieter Eppler
- 1978: Oscar Wilde: Lord Arthur Savile's Verbrechen – Regie: Thomas Köhler, Bernd Gottschalk
- 1978: Jewgenij Samjatin: Wir – Regie: Hans Gerd Krogmann (1 Stunde 57 Minuten SWF, BR, RIAS)
- 1981: Willy Grüb: Der Einzelgänger von Queens Village – Regie: Willy Grüb
- 1984: Ludvík Aškenazy: Die schwarzweiße Geschichte – Regie: Raoul Wolfgang Schnell

## Weblink
- Clara Walbroehl bei IMDb